# Језеро Манасаровар
Језеро Манасаровар или Манас Саровар, који се такође назива Mapam Yumtso (тибетански མ་ཕམ་གཡུ་མཚོ) је слатководно језеро на високој надморској висини, које напајају глечери Каилаш (Kailash) поред планине Каилаш у области Буранг, Тибет. Језеро се поштује као свето место у четири религије: тибетанској (бон, бонизам), будизму, хиндуизму и ђаинизму.

## Етимологија
Санскритска реч „Манасаровар” (मानसरोवर)) је комбинација две санскритске речи; „Манас” (मानस्) што значи „ум (у најширем смислу који се примењује на све менталне моћи), интелект, интелигенција, разумевање, перцепција, смисао, савесност” док „саровара” (सरोवर) значи " језеро или велики рибњак ".

## Географија
Језеро Манасаровар лежи на 4.590 м изнад средњег нивоа мора, релативно високој надморској висини за велико слатководно језеро на тибетанској висоравни са углавном сланим језерима.
Језеро Манасаровар је релативно округлог облика са обимом од 88 км. Његова дубина достиже максималну дубину од 90 м а његова површина је 320 km². Повезано је са оближњим језером Ракшастал природним каналом Ганга Чу. Језеро Манасаровар налази се близу извора Сатлеџа, који је најисточнија притока Инда. У близини су извори реке Брамапутра, реке Инд, и Гагре, важне притоке Ганга.
Језеро Манасаровар прелива се у језеро Ракшастал које је језеро слане воде. Када се ниво језера Ракшастал изједначавао са језером Манасаровар, ова језера преливала су се у слив реке Сатлеџ. Наплављене плаже око језера Ракшастал на 4 586 метара указују да су смањење прилива и/или пораст испаравања разлог ове изгубљене везе са сливом Инда, а не тектонске активности.

## Клима
| Клима Lake Manasarovar     | Клима Lake Manasarovar | Клима Lake Manasarovar | Клима Lake Manasarovar | Клима Lake Manasarovar | Клима Lake Manasarovar | Клима Lake Manasarovar | Клима Lake Manasarovar | Клима Lake Manasarovar | Клима Lake Manasarovar | Клима Lake Manasarovar | Клима Lake Manasarovar | Клима Lake Manasarovar | Клима Lake Manasarovar |
| Показатељ \ Месец          | .Јан.                  | .Феб.                  | .Мар.                  | .Апр.                  | .Мај.                  | .Јун.                  | .Јул.                  | .Авг.                  | .Сеп.                  | .Окт.                  | .Нов.                  | .Дец.                  | .Год.                  |
| -------------------------- | ---------------------- | ---------------------- | ---------------------- | ---------------------- | ---------------------- | ---------------------- | ---------------------- | ---------------------- | ---------------------- | ---------------------- | ---------------------- | ---------------------- | ---------------------- |
| Максимум, °C (°F)          | −3,2 (26,2)            | −2,0 (28,4)            | 0,9 (33,6)             | 6,4 (43,5)             | 10,2 (50,4)            | 13,7 (56,7)            | 13,7 (56,7)            | 13,1 (55,6)            | 13,1 (55,6)            | 11,1 (52)              | 6,5 (43,7)             | 1,0 (33,8)             | 7,04 (44,68)           |
| Просек, °C (°F)            | −8,9 (16)              | −7,6 (18,3)            | −4,2 (24,4)            | −0,1 (31,8)            | 3,1 (37,6)             | 7,1 (44,8)             | 8,4 (47,1)             | 8,0 (46,4)             | 8,0 (46,4)             | 5,4 (41,7)             | −0,2 (31,6)            | −5,1 (22,8)            | 1,16 (34,07)           |
| Минимум, °C (°F)           | −14,5 (5,9)            | −13,1 (8,4)            | −9,2 (15,4)            | −6,6 (20,1)            | −4,0 (24,8)            | 0,6 (33,1)             | 3,1 (37,6)             | 3,0 (37,4)             | −0,2 (31,6)            | −6,8 (19,8)            | −11,1 (12)             | −13,3 (8,1)            | −6,01 (21,18)          |
| Количина падавина, mm (in) | 52 (2,05)              | 34 (1,34)              | 52 (2,05)              | 30 (1,18)              | 26 (1,02)              | 40 (1,57)              | 125 (4,92)             | 135 (5,31)             | 66 (2,6)               | 29 (1,14)              | 7 (0,28)               | 18 (0,71)              | 614 (24,17)            |
| Извор: Climate-Data.org    |                        |                        |                        |                        |                        |                        |                        |                        |                        |                        |                        |                        |                        |

## Религиозни значај

### У хиндуизму
Према хиндуизму, језеро је прво створено у уму Господа Брахме, након чега се манифестовало на Земљи. У хиндуизму, Манасаровар језеро је персонификација чистоће, а онај ко пије воду из језера након смрти отићи ће у пребивалиште Шиве. Сматра се да су он или она очишћени од свих својих греха почињених у чак стотину живота.
Попут планине Каилаш, језеро Манасаровар је место ходочашћа, које привлачи религиозне људе из Индије, Непала, Тибета и суседних земаља. Хиндуси верују да купање у Манасаровару и пијење воде очисти све грехе. Редовно се организују ходочасничке туре, нарочито из Индије, од којих је најпознатија годишња „Каилаш Манасаровар Јатра”. Ходочасници долазе на церемонијалне купке у водама језера.
За језеро Манасаровар ходочасници су дуго сматрали да пошто је близу извора четири велике азијске реке, Брамапутре, Гагре, Инда и Сатлеџа, да је то зато аксијална тачка, коју ходочасници посећују хиљадама година. Регија је била затворена за ходочаснике споља након Кинеске инвазије на Тибет; није било дозвољен долазак странцима између 1951. и 1980. Након 1980-их поново је постао део стазе индијских ходочасника.
Према хиндуизму, језеро је прво створено у глави Брахме, након чега се манифестовало на Земљи. Отуда се назива „Манаса сароварам”, што је комбинација санскритских речи за „ум” и „језеро”. За језеро се такође претпоставља да је летње пребивалиште птице хамсе. Пошто се сматра светом, хамса је важан елемент у симбологији потконтинента, представља мудрост и лепоту.
Према хиндуистичкој теологији, постоји пет светих језера; колективно званих Панч-Саровар; Мансаровар, Бинду Саровар, Нарајан Саровар, Пампа Саровар и Пушкар Саровар. Помињу се и у Шримад Багавата Пурани.
Људи који припадају овом региону зову се Манасароварије. Већина оних који следе хиндуизам припадају племену Коли које се назива Манасароварија Пателс или Мандата Пателс и они тврде да је њихово племе потомак древног краља Мандате из династије Суриаванша или Икшваку. У близини је планина названа по њему. Зове се Гурла Мандата и највиши је врх Налаканкар Химала.

### У религији Бон (тибетанска)
Бон религија је такође повезана са светим местом светог божанства Чанг Чунг Мери. Када је Тонпа Шенраб, оснивач религије Бон, први пут посетио Тибет — окупао се у језеру.

### У будизму
Будисти повезују језеро са легендарним језером Анаватапта (санскрит; Пали Анотата) где се верује да је Маја (Будина мајка) зачела Буду. Језеро има неколико манастира на обали, од којих је најистакнутији древни манастир Чиу саграђен на стрмом брду, који изгледа као да је исклесан из стене.
Језеро је веома популарно у будистичкој литератури и повезано је са многим учењима и причама. Како се извештава, Буда је боравио и медитирао у близини овог језера у више наврата. Језеро Манасаровар такође је предмет медитативне тибетанске традиције, „Драгуља Тибета”. Роберт Турман је медитацију и опис медитације учинио популарним.

### У ђаинизму
У ђаинизму је језеро Манасаровар повезано са првим учитељем Тиртханкара, Ришабом. Према ђаинистичким списима, први Тиртханкар, Багван Ришабдев, постигао је нирвану на планини Аштапад. Син Багвана Ришабдева, Чакравати Барат, саградио је палату украшену драгуљима на планини Аштапад која се налази у спокојним Хималајима.